# Роберсон
Роберсон Феліпе дос Сантос Рібейру або просто Роберсон (порт. Roberson Felipe dos Santos Ribeiro / Roberson; нар. 11 червня 1991, Розейра, Сан-Паулу, Бразилія) — бразильський футболіст, півзахисник вануатського клубу «Гелексі».

## Життєпис
Народився в місті Розейра, штат Сан-Паулу. Вихованець академії «Гуаратінгети». Дорослу футбольну кар'єру розпочав 2011 року в «Мантінкейрі», кольори якого захищав до кінця грудня 2015 року. На початку січня 2016 року перейшов до «Віла-Нови». У футболці нового клубу дебютував 21 лютого 2016 року в програному (0:1) виїзному поєдинку 4-го туру Ліги Мінейро проти «Уберландії». Роберсон вийшов на поле на 85-й хвилині, замінивши Маріелсона. Взимку та навесні 2016 року виходив у трьох поєдинках «Віла Нови» в Лізі Мінейро, в усих випадках — на заключні хвилини матчу. На початку 2017 року став гравцем північноірландського клубу «Софія Фармер», який виступає в Провінційній футбольній лізі (четвертий дивізіон чемпіонату Північної Ірландії).
На початку січня 2020 року підсилив вануатський клуб «Гелексі».